# Alexander Geddes
Alexander Geddes, född den 14 september 1737, död den 26 februari 1802, var en skotsk teolog och forskare.
Han föddes i Ruthven, Banffshire, av romersk-katolska föräldrar, och utbildades till präst vid det lokala seminariet i Scalan, och i Paris; han prästvigdes sedan för tjänstgöring i sitt hemland.
Hans översättning av Satirerna av Horatius gjorde honom känd i den lärda världen, men hans liberalism ledde till suspension 1779. Han reste då till London, där han blev bekant med lord Petre, som möjliggjorde för honom att gå vidare med en nyöversättning av Bibeln för engelsktalande romerska katoliker.
Han skrev också Critical Remarks on the Hebrew Scriptures (1800), i vilken han i stor utsträckning föregrep den tyska skolan av högre kritik. Utgivningen av denna fick till följd att Geddes avstängdes från all kyrklig tjänstgöring.
Han förfäktade, påverkad av Eichhorn, åsikten, att Pentateuken i sin nuvarande form inte var författad av Mose, utan sammanskriven under Salomos regering efter gamla urkunder, av vilka en del var från Moses tid. 
Geddes var också poet, och skrev Linton: a Tweedside Pastoral, Carmen Seculare pro Gallica Gente (1790), en lovsång till franska revolutionen.
Han dog utan att ha återkallat, men mottog avlösningen på dödsbädden från en fransk präst. Någon offentlig mässa för hans själ (requiem) kunde dock inte hållas, på grund av ett förbud från de kyrkliga myndigheterna.